# 아이소사이토신
아이소사이토신(영어: isocytosine) 또는 2-아미노유라실(영어: 2-aminouracil)은 사이토신의 이성질체인 피리미딘 염기이다. 아이소사이토신은 DNA에서 정상 염기쌍인 비천연 핵산 유사체 연구에서 아이소구아닌과 함께 사용된다. 특히, 아이소사이토신은 하치모지 RNA의 핵염기로 사용된다.
|  |

아이소사이토신은 구아니딘과 말산으로부터 합성될 수 있다.
|  |

또한 아이소사이토신은 핵염기에서 금속 착물 결합, 수소 결합, 호변이성질체 및 양성자 이동 효과를 포함한 물리화학 연구에서도 사용된다.
|  |

## 같이 보기
- 사이토신
- 피리미딘
- 아이소구아닌